# لينارت ثاي
لينارت ثاي (بالألمانية: Lennart Thy)‏ (25 فبراير 1992 بفريشن في ألمانيا - ) هو لاعب كرة قدم ألماني في مركز الهجوم. شارك مع منتخب ألمانيا تحت 16 سنة لكرة القدم ومنتخب ألمانيا تحت 17 سنة لكرة القدم ومنتخب ألمانيا لكرة القدم تحت 18 سنة ومنتخب ألمانيا تحت 19 سنة لكرة القدم ومنتخب ألمانيا تحت 20 سنة لكرة القدم. أما مع النوادي، فقد لعب مع في في في فينلو وفيردر بريمن ونادي سانت باولي وفيردر بريمن 2 ‏.

## وصلات خارجية
- لينارت ثاي على موقع الاتحاد الدولي (مؤرشف)  (الإنجليزية)
- لينارت ثاي على موقع الاتحاد الأوربي (الإنجليزية)
- لينارت ثاي على موقع اتحاد تركيا (لاعب) (الإنجليزية)
- لينارت ثاي على موقع قاعدة بيانات كرة القدم.إي يو (الإنجليزية)
- لينارت ثاي على موقع بيانات كرة القدم. دي إي (الألمانية)
- لينارت ثاي على موقع Soccerway.com (الإنجليزية)
- لينارت ثاي على موقع عالم كرة القدم.نت (الإنجليزية)
- لينارت ثاي على موقع AS.com (الإسبانية)